# En bondefamilie i Vestafrika
En bondefamilie i Vestafrika er en dansk dokumentarfilm fra 1976 med instruktion og manuskript af Kristian Paludan og Sven Aage Petersen. Filmen er én af en serie på tre, der også omfatter En nomadefamilie i Vestafrika og En byfamilie i Vestafrika.

## Handling
I perioden 1968-1973 blev landene i Sahel-området ramt af vedvarende tørke. Hungersnøden bredte sig, nomadernes kvæg omkom, bøndernes kornforråd slap op på grund af for dårlig høst, og de måtte sælge deres kvæg. I byerne tørrede brøndene ud, og fødevarepriserne steg skyhøjt. Nu, hvor Sahel-landene atter er forsvundet fra avisernes overskrifter, og hvor det langsigtede hjælpearbejde er i gang, er både overudnyttelsen af ressourcerne og den økonomiske afhængighed stadig realiteter. Under disse omstændigheder lever en bondefamilie i det centrale Øvre Volta (nu Burkina Faso). Filmen skildrer bøndernes afhængighed af udefra bestemte efterspørgsler og priser i et område, hvor befolkningstætheden er kraftigt øget i de senere år, og hvor jorden dermed er blevet udpint på grund af overudnyttelse og kortere og kortere brakperioder.